# Blaenau Ffestiniog
Blaenau Ffestiniog je město ve Walesu, v hrabství Gwynedd, poblíž národního parku Snowdonia. V roce 2001 mělo 4 830 obyvatel. Je známé především svými břidlicovými doly jménem Llechwedd. Ty těžily především v 19. století. Nyní jsou otevřené veřejnosti, která se může po kolejích dostat hluboko pod zem, kde je v několika osvětlených slujích, které zde zůstaly po odtěžené břidlici, vytvořena naučná trasa s reproduktory, které přehrávají výklad imaginárního velšského horníka, který zde pracoval. Vypráví o velmi těžkých podmínkách dělníků - neměli elektrická světla, pracovali mnoho hodin denně a to již od dětského věku. Jejich platy nebyly vysoké. Dělníci za své špatné podmínky vinili Angličany, kteří v té době skutečně zacházeli s Walesem nepříliš citlivě, a tak se doly staly i lokálním centrem velšského vlastenectví - zpívali se zde velšské lidové písně, vedly debaty o budoucnosti.
V místním nádraží končí normálněrozchodná železniční trať Conwy Valley Line, která na předměstí Llandudna odbočuje z pobřežní železnice severního Walesu, a stýká se tu s úzkorozchodnou turisticky oblíbenou železnicí Ffestiniog Railway.